# ブーボーのアルデヒド合成
ブーボーのアルデヒド合成（Bouveault aldehyde synthesis）は、一級のハロゲン化アルキルをアルデヒドに変換する化学反応である。

## 反応機構
ブーボーアルデヒド合成はまず、グリニャール試薬の合成から始まる。それに、DMFやN-ホルミルピペリジンのようなN,N-二置換ホルムアミドを付加させるとヘミアミナールが形成し、それは即座に加水分解して目的のアルデヒドとなる。
芳香族化合物のホルミル化によく用いられる。
有機リチウム化合物にDMFを作用させても同じようにアルデヒドが得られる。